# Jonathan Winters

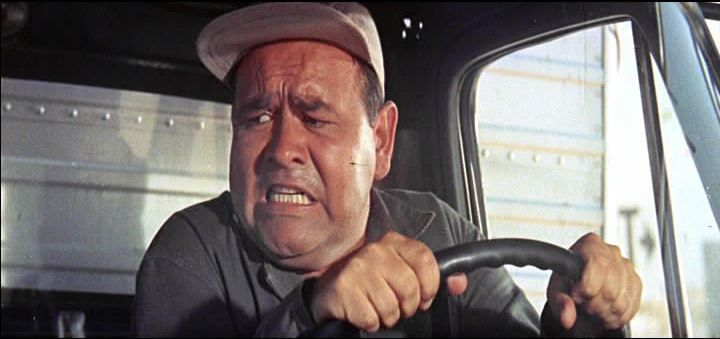
Jonathan Winters in It's a Mad, Mad, Mad, Mad World (1963)

Jonathan Harshman Winters III (Bellbrook, Ohio, 11 november 1925 – Montecito, 11 april 2013) was een Amerikaans (stem)acteur en komiek. Hij speelde in onder meer It's a Mad, Mad, Mad, Mad World uit 1963 en sprak de stem in van de Amerikaanse versie van Grote Smurf. Als komiek had hij talent voor improvisatie, wat hem van pas kwam bij stand-upcomedy.
Winters speelde in tientallen films, televisieseries en sitcoms. Zo speelde hij in The Adventures of Rocky & Bullwinkle, David Rules, Life with Bonnie, A Game of Pool, The Russians Are Coming, the Russians Are Coming, Viva Max!, Swing (2003), Mork & Mindy, The Flintstones, The Smurfs en The Smurfs 2.
In 1980 was hij gast bij The Muppet Show. In 1995 won hij een Grammy Award in de categorie Best Spoken Word Comedy Album en in 1999 won hij de Mark Twain Prize for American Humor. Zijn vrouw Eileen Schauder overleed in 2009 aan borstkanker. Ze waren meer dan 60 jaar getrouwd.